# Италиански регион със специален статут
Италиански регион със специален статут (на италиански: Regione italiana a statuto speciale) е италиански регион, който се ползва с определени форми и условия на автономия.
Пет италиански региона са наречени „региони със специален статут“, одобрен от Италианския парламент с конституционен закон: 
- Регион Сицилия
- Автономен регион Сардиния
- Автономен регион Вале д'Аоста
- Автономен регион Фриули-Венеция Джулия
- Автономен регион Трентино-Алто Адидже (съставен от автономните провинции Тренто и Болцано съгласно чл. 116 от Конституцията).

Автономията на тези региони и техния специален статут се базира на исторически, културни, географски причини и наличието на значителен брой етнически малцинства, е обяснен със специален закон. След Втората световна война в Сицилия и Сардиния някои политически партии искат независимост от Италия и за да се избегне гражданската война, новото италианско републиканско правителство разрешава специален статут на тези региони и на другите с подобни проблеми заради етническите им малцинства – немското население в Трентино-Южен Тирол, френското население във Вале д’Аоста и словенското, и фриулското население във Фриули-Венеция Джулия. По-голямата автономия би трябвало да улесни мирното съжителство между хората.
Правомощията и компетенциите, предоставени на петте региона, обаче са различни.

## История
Нуждата от предоставяне на определени форми на автономия на някои територии възниква веднага след края на Втората световна война. Със Декрет-закон № 21 от 27 януари 1944 г. и с Декрет № 91 от 18 март 1944 г. са създадени съответно фигурите на Върховния комисар за Сардиния и на Върховния комисар за Сицилия, подпомагани от Консултативен съвет (създаден с Декрет-закон nº 90 от 16 март 1944 г. за Сардиния и с гореспоменатия Декрет-закон 91/1944 за Сицилия) и след това от Регионален съвет, представляващ регионалните партии и профсъюзи (създаден за Сицилия с Законодателен декрет на наместника № 416 от 28 декември 1944 г. и за Сардиния със Законодателен декрет на наместника № 417 от същия ден).
Сицилия има свой специален статут с Регионален декрет-закон 455 от 15 май 1946 г., следователно още преди институционалния референдум от 2 юни 1946 г., който постановява раждането на Италианската република, и преди Конституцията на Италианската република.
На 5 септември 1946 г., като част от Парижката мирна конференция, е подписано споразумение „Де Гаспери-Грубер“, което предвижда предоставянето на „автономна регионална законодателна и изпълнителна власт" на провинциите Тренто и Болцано. Освен това в сила влиза и Законодателен указ nº 545, 7 септември 1945 г., който учредява Автономния окръг Вале д'Аоста.
Предоставените по този начин специални автономии се засегнати в чл. 116 от новата италианска конституция, която влиза в сила на 1 януари 1948 г. 17-тата преходна и заключителна разпоредба на Конституцията предвижда, че Учредителното събрание на Италия ще трябва да вземе решение относно специалните регионални устави до 31 януари 1948 г. По силата на тази разпоредба на 26 февруари 1948 г. са одобрени конституционните закони, съдържащи въпросните устави, като дерогация на обикновената процедура за одобрение на конституционен закон, предвидена в чл. 138 на самата Конституция:
- Конституционен закон 2/26 февруари 1948: Превръщане на Устава на Регион Сицилия в конституционен закон;[4]
- Конституционен закон 3/ 26 февруари 1948: Специален устав на Сардиния[5]
- Конституционен закон 4/ 26 февруари 1948: Специален устав на Вале д'Аоста[6]
- Конституционен закон 5/26 февруари 1948: Специален устав на Трентино-Алто Адидже.[7]

Последният учреден регион със специална автономия е Фриули-Венеция Джулия. Определянето на границите му е деликатно поради геополитическото им значение в контекста на Студената война, тъй като до раздялата на Тито със Съветския съюз има разделяне между Западния и Социалистическия блок. Уставът на Регион Фриули-Венеция Джулия е одобрен с Конституционен закон 1 /1963 от 31 януари 1963 г.

## Особени форми и условия на автономия

### Специален устав и уставни закони
Особените форми и условия на автономията на региона със специален статут се установяват с Регионалния устав, който се нарича Специален устав и урежда изключителните правомощия, предоставени на региона.
Основната разлика между Специалния устав и Регионалния устав на региона с обикновен статут (т. нар. „Устав на обичайното право“) е, че докато последният се приема и изменя с регионален закон, Специалният устав, както и всякакви негови изменения, се приемат с конституционен закон. Конституционният закон nº1/1999 увеличава правомощията на регионите с обикновен статут, преди всичко поради увеличаването на въпросите от съвместна компетентност на държавата и региона, дотолкова че се говори за (относително) намаляване на автономията на регионите със специален статут. За да премахне този проблем, Конституционният закон 2/2001 предвижда възможността за регионите със специален статут да приемат уставни закони. Тази категория актове се различава от нормалния регионален закон, защото:
- изисква само едно единствено одобрение с абсолютно мнозинство от Регионалния съвет;
- може да бъде подложена на предварителен потвърдителен референдум по искане в срок до 3 месеца от публикуването от 1/5 от регионалните съветници или от 50 000 регистрирани в областните избирателни списъци;
- може да бъде подложена на превантивна проверка за конституционност при поискване в 30-дневен срок от публикуването от Правителството.

Уставният закон обаче се различава от Обикновения регионален устав, който изисква двойно решение (с абсолютно мнозинство) и също така обхваща обективна рамка на дисциплина, която не съвпада напълно: регионът или провинцията на диференцираното право може всъщност да регулира изборните въпроси, формата на управление, народната законодателна инициатива и референдума, но не може да установява принципни норми, аналогични на програмните уставни норми на обикновените устави.
Принципите, установени в специалните закони, се определят от смесена държавно-регионална комисия със законодателни укази за прилагане, които се различават от общия облик на законодателните укази съгласно чл. 76, тъй като не изискват конкретен закон за прехвърляне на правомощия.

### Компетенции

#### Законодателна автономия
В регионите със специален статут се предвиждат три вида законодателна власт:
- изключителна компетентност, което е най-характерната
- конкурираща се законодателна власт, която отговаря на същите ограничения по отношение на компетенциите като тези на обикновените региони, но се различава от тях по изброените въпроси;
- допълваща и нормотворческа компетентност, която позволява на регионите да създават правила по определени въпроси, които да могат да адаптират държавното законодателство към регионалните нужди, като по този начин се избягва компетентността на регионите и се запазват остатъчните въпроси за Държавата.

#### Административна автономия
За регионите със специален статут и автономните провинции, дори след реформата на Дял V, продължава да се прилага т. нар. „паралелност на функциите“, поради което регионът има административна компетентност по въпросите, по които упражнява законодателна власт, по силата на Устава, но и на клаузаta за приравняване съгласно чл. 10 на Конституционен закон 3 от 2001 г. Следователно общата административна компетентност не се предоставя на общините, какъвто е случаят с регионите с обикновен статут по силата на новия чл. 118, ал. 1 от Конституцията, но продължава да се прилага моделът на „необходимата косвена администрация" по модела на стария чл. 1183, тоест на делегирането на изпълнителни правомощия на местните власти от страна на регионите.
Законът за прилагане на реформата на Дял V, закон 131/2001 (т. нар. „Закон „Ла Лоджа“) изрично предвижда в член 11, параграф 2 прехвърлянето на „допълнителни“ административни компетенции, признати съгласно чл. 10 от Конституционен закон 3/2001, от Държавата на регионите чрез прилагане на законодателни постановления. Въпреки че част от доктрината поддържа, че тези компетенции принадлежат на общините чрез приравняването към новата разпоредба от общото право, Конституционният съд със закон № 314 от 2003 г. одобрява тази процедура, потвърждавайки оцеляването на паралелността на функциите в регионите и провинциите със специален статут.

#### Финансова автономия
Петте региона с диференциран режим винаги са се радвали на специални привилегии на регионални финанси, предизвикващи чест опит за преминаване на граничните общините от обикновените региони към специалните региони (емблематичен е случаят с Кортина д'Ампецо, Ливиналонго дел Кол от Лана и Коле Санта Лучия през 2007 г.). През 2000 г. средният разход на глава от населението на образувание със специален статут е на практика двойно по-голям от този на образувание с обикновена автономия (3257 евро срещу 1852 евро).
Регионите и провинциите със специална автономия винаги са се радвали на възможността да въвеждат свои собствени данъци със закон – възможност, която е предвидена, но всъщност отказана, преди реформата на Дял V, на другите региони. Освен това процентът на участие в данъчното облагане е много по-висок от този на регионите съгласно обичайното право, като варира между 5% и 100%. В Сицилия всичките приходи от държавните данъци принадлежат на региона и Държавата е тази, която участва.
След реформите от 2001 г. разликата между специалните и обикновените региони намалява и в тази област. Междувременно законодателството за прилагане на новия чл. 119 от Конституцията – Закон 42/2009 предвижда, че по-нататъшната дисциплина на координиране на регионалните (и провинциалните) финанси за специалните автономии трябва да бъде идентифицирана със законодателни постановления за прилагане – специални източници, в чието формиране участва Съвместната комисия Държава-Региони със специален статут.